# Gero Schwanberg
Gero Schwanberg (* 6. Februar 1940 in Mainsdorf; † 18. September 2023) war ein österreichischer Bildhauer, Maler, Bühnenbildner und Lehrender an der Universität für angewandte Kunst Wien.

## Leben und Werk
Gero Schwanberg wurde 1940 in Mainsdorf bei Schwanberg geboren. Von 1955 bis 1958 machte er eine Goldschmiedlehre und besuchte die Kunstgewerbeschule in Graz. 1960 übersiedelte er nach Wien, wo er bis 1962 an der Akademie der bildenden Künste in der Klasse von Albert Paris Gütersloh Malerei und von 1962 bis 1966 an der Hochschule für angewandte Kunst bei Hans Knesl Bildhauerei studierte. Ab 1966 waren seine Werke in Ausstellungen zu sehen.
In Gero Schwanbergs Werk ab den 1970er-Jahren finden sich Skulpturen in der Landschaft, performative Inszenierungen im Dialog mit dem Publikum und dem Schriftsteller Reinhard P. Gruber bei der Aktion „Ent-Grabung“ am Zirbitzkogel in der Steiermark im Jahr 1985 oder Bauplastiken, skulpturale Ausstattungen für Bühne und Film, die Realisation dreidimensionaler Ausstellungsinszenierungen und die plastische Gestaltung der eigenen Umgebung. In den 1980er Jahren zog sich Schwanberg aus dem Galerien- und Museumsbetrieb zurück und präsentierte seine Skulpturen nun bevorzugt in der Landschaft und im öffentlichen Raum, in Restaurants und auf Fassaden außerhalb des sogenannten „White Cube“.
Einen wesentlichen Teil seiner Aktivitäten nahm die Vermittlung traditioneller und neuester Bildhauertechniken in seinen Lehrveranstaltungen an der Universität für angewandte Kunst in Wien ein. Mit seinem Engagement prägte und förderte Schwanberg von 1976 bis 2005 Generationen von Studierenden, wie u. a. MAK-Direktorin Lilli Hollein oder das Design-Kollektiv EOOS (Harald Gründl, Martin Bergmann, Gernot Bohman). Letztere betonten: „Von ihm [Schwanberg] haben wir gelernt, wie man Wissen in Machen umsetzt, was es heißt etwas zu produzieren – Kopf und Hand zu gebrauchen.“ Merkmal seiner künstlerischen und universitären Arbeit war seine besondere Kenntnis von Materialität.
Merkmal seiner Arbeit und Persönlichkeit war eine auf sein Gegenüber ausgerichtete Arbeitsweise und die Kollaboration mit Kulturschaffenden aus verschiedenen Disziplinen. Die Liste des Bildhauers, des Bauplastikers und des Bühnenbildners reicht von Kollaborationen mit Hausrucker & Co, Hans Hollein, Hermann Czech und Rob Krier über die Zusammenarbeit mit den Filmregisseuren Jean-Pierre Ponnelle u. a. für den Opernfilm „L’Orfeo“ (1978), Götz Friedrich u. a. für den Opernfilm „Salome“ (1974) oder John Glen für den Film „James Bond 007 – Hauch des Todes“ (1986) sowie Robert Dornhelms Film „Kronprinz Rudolf“ (2005). Fruchtbar war die jahrzehntelange Zusammenarbeit mit dem Architekten Hans Hollein, wie u. a. beim „Zen Garden“ (2000) im Arsenale anlässlich der Architekturbiennale (11. Biennale de Venezia), wie Architekturhistoriker Christoph Hölz betont: „Mit Hans Hollein und Gero Schwanberg haben sich zwei Künstler gefunden, die sich auf stupende Weise ergänzten. Dass der bildende Künstler im Auftrag des Architekten arbeitete, tat der bildhauerischen Leistung keinen Abbruch und war nur folgerichtig, angesichts einer Rückbesinnung auf den Beginn der Moderne in Wien und die Vorbilder um 1900, auf Bauten von Otto Wagner, Josef Maria Olbrich und Josef Hoffmann. Auch in deren Entwürfen genossen Bauplastik, Reliefs und vollplastische Skulpturen enorme Bedeutung, waren integraler Bestandteil des Konzepts und traten allerorten in Erscheinung.“

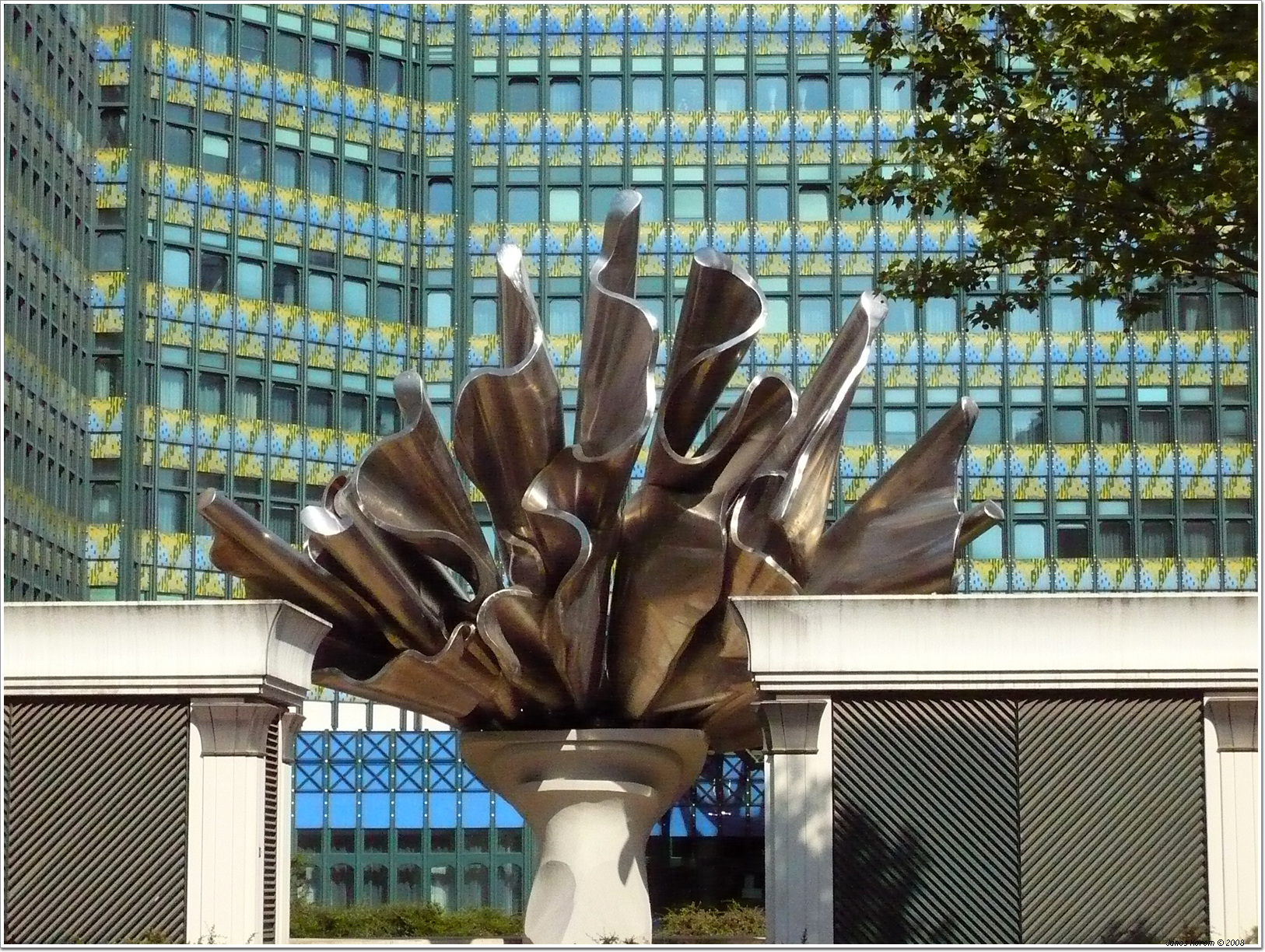
Schwanbergs Wehende Fahnen (1985) am Bundesamtsgebäude

Neben Architekten hat Gero Schwanberg auch mit  Künstlern wie Loys Egg und Klaus Pinter Projekte realisiert. So entstand 1980 das Geburtenbett für VALIE EXPORT für den Österreich-Pavillon anlässlich der Kunstbiennale (39. Biennale di Venezia), die anlässlich von Schwanbergs Tod über ihre Zusammenarbeit reflektiert: „Angefangen vom ‚Geburtenbett‘ bei der Biennale in Venedig 1980 bis zur Installation ‚Vivre. Un tableau vivant‘ 2010. Gero Schwanberg war ein dialogisch ausgerichteter Künstlerkollege, der sein großes Wissen nicht nur für sich behalten hat, sondern mit anderen Kunstschaffenden geteilt und diese bei künstlerischen Umsetzungen unterstützt hat. Zudem war er ein so sympathischer und angenehmer Mensch.“ Auch mit Schriftstellern wie u. a. Ernst Jandl oder Reinhard P. Gruber pflegte Schwanberg einen künstlerischen Austausch. So zeichnete er u. a. 1971 für die plastischen Kostüme für das Stück Zero Zero von Peter Turrini verantwortlich. Auftragsarbeiten für die Wiener Festwochen und das Theater an der Wien zählten ebenfalls zu Aufgabengebieten, ebenso Kollaborationen mit Ausstellungsmachern wie Boris Podrecca oder Gae Aulenti.
Schwanberg war ab 1966 verheiratet; er war Vater zweier Töchter, darunter die Kuratorin Johanna Schwanberg, und eines Sohnes. Er starb am 18. September 2023 nach jahrelanger schwerer Krankheit. Anlässlich seines Todes schrieb Lilli Hollein:

„Er war ein künstlerisches Gegenüber meines Vaters bei so eindrucksvollen Projekten wie dem Verkehrsbüro am Opernring in Wien, bei der Verwandlung des Künstlerhauses in ein türkisches Zelt im Rahmen der „Die Türken vor Wien 1683“-Ausstellung und dann bei „Traum und Wirklichkeit“ wo ein Turm des Karl-Marx-Hofes und eine riesige Klimt Figur das Künstlerhaus verwandelte. Auch das Tabakblatt am Portal der Trafik neben dem Haas Haus ist ein Werk von Gero Schwanberg. Gero Schwanberg war auch Lehrender an der Angewandten, in der Meisterklasse von Paolo Piva, in der ich studiert habe und wo er uns so vieles vermittelt hat an Technik, Herangehensweise, Haltung und künstlerischen Durchhaltevermögen. Gero war ein Freund und er war der Mann, der die Totenmaske seines Freundes Hans Hollein abgenommen hat. So sehr seine Parkinson Erkrankung ihn im Griff hatte, konnte das seine Haltung, seine künstlerische Energie, seinen Humor und Feinsinn nicht verbiegen. Ich werde Gero Schwanberg vermissen.“

## Auszeichnungen
Für sein vielseitiges Schaffen und seine Beiträge zur österreichischen Kunstszene wurde Gero Schwanberg 2015 das Goldenen Ehrenzeichen für Verdienste um die Republik Österreich von Kulturminister Josef Ostermayer verliehen. Dieser betonte: „Seine Arbeiten begegnen uns vor allem in alltäglichen Kontexten und sind damit besonders vielen Menschen zugänglich.“

## Werke

### Kunst am Bau
- 1978: Bleivorhang, ionischer Säulenstumpf, Österreichflagge für das Verkehrsbüro Opernring / Wien (Hans Hollein)
- 1979: Blattornamente für das Tympanon der Spar-Casse am Graben
- 1979: Palmenköpfe für Reisebüro City / Wien (Hans Hollein)
- 1979: Aluminiumdünenlandschaft für das Museum für Glas und Keramik / Teheran (Hans Hollein)
- 1980: Neunzehn Palmenkopfskulpturen für das Verkehrsbüro Ringturm/Wien (Hans Hollein)
- 1982: Schlangentürgriff für das Schmuckgeschäft Schullin / Wien
- 1982: Kunststeinvorhang für den Eingang des Ensembletheaters Wien (Klaus Becker)
- 1984–1986: Flammende Fahnen für das Dach über dem Haupteingang des Bundesamtsgebäudes / Wien; Keramische Wappen (Anbringung 1986), Bundesamtsgebäude / Wien (Peter Czernin)
- 1985: Aluminiumhand und -clown, am Kopf stehend, sozialer Wohnbau, Herbststraße 13/1160 Wien (Reinhard Gieselmann)
- 1985: Relief Blätter im Wind für die Fabrik Hainburg, Haydn-Saal
- 1991: Eulen, Harold Washington Library, Chicago, USA (Hammond, Beeby, Babka, Ray Kaskey)
- 1994: Bronzeblatt, Austria Tabak, Graben / Wien (Hans Hollein)
- 2000: Nike-Figur, Arcotel Linz (Harald Schreiber)
- 2001: Generali-Löwe, Generali Media Tower / Wien (Hans Hollein)
- 2002: Strauss-Statuten, Wien (ARC GmbH)
- 2003: Fahnenschwinger, Neckenmarkt / Burgenland (K. Smetana)
- 2004: Generali-Löwe, Generali-Haus Bregenz (Generali Versicherung)

### Skulpturale Arbeiten für Ausstellungen
- 1976 Marmorflagge für die Ausstellung „MANtransFORMS“ (Hans Hollein)
- 1980: Geburtenbett für VALIE EXPORT, Biennale Venedig, Österreich-Pavillon
- 1983: Plastische Arbeiten für die Ausstellung „Die Türken vor Wien“ im Künstlerhaus Wien (Hans Hollein)
- 1984: Plastische Arbeiten für die Ausstellung „Die Turnstunde“ im Museum Mönchengladbach (Hans Hollein)
- 1985: Plastische Arbeiten für die Ausstellung „Traum und Wirklichkeit“, Künstlerhaus Wien (Hans Hollein)
- 1987: Plastische Arbeiten für die Ausstellung „Wolf Dietrich“, Domplatz / Salzburg (Boris Podrecca)
- 1987: Plastische Arbeiten für die Ausstellung „Bürgersinn und Aufbegehren“ im Künstlerhaus Wien (Boris Podrecca)
- 1987: Plastische Arbeiten für die Landesausstellung in Steyr (Arno Grünberger)
- 1988: Plastische Arbeiten für die Ausstellung „Wunderkammer“, Messepalast Wien (heute Museumsquartier) (Hermann Czech)
- 1990: Sieben dreidimensionale Szenenbilder für die Mozartausstellung „Zaubertöne“, Künstlerhaus Wien (Gae Aulenti, Franziska Ullmann)
- 1991: Vollplastische Karyatiden (Pinkhouse), europäische Wanderausstellung
- 1999: Plastische Arbeiten für die Ausstellung „Johann Strauss. Unter Donner und Blitz“, Historisches Museum Wien (Boris Podrecca)
- 2000: Zen Garden, Architekturbiennale, Arsenale / Venedig (Hans Hollein)
- 2001: Plastische Arbeiten für die Ausstellung „Im Reich der Pharaonen“, Kunsthalle Leoben (Arno Grünberger)
- 2001: Figurinen für die Modesammlung der Stadt Wien, verwendet für die Ausstellung „Von Kopf bis Fuß“, Historisches Museum Wien, Hermesvilla (Elmecker und Reuter)
- 2006: Plastische Rahmenornamente für die Ausstellung „Mozart“, Albertina (Da-Ponte-Institut, Klaus Pinter)
- 2010: Stadt aus Aluminiumdosen für die Installation Vivre von VALIE EXPORT

### Bühnenbild und Filmprojekte
- 1969–1972: Großplastiken für Bühnenbilder (Der Sturm, Sommernachtstraum, Coriolanus), Burgtheater, Wien
- 1971: Plastische Kostüme für das Stück Zero Zero (Peter Turrini), Wiener Festwochen, Theater an der Wien
- 1974: Bühnenbauten und Skulpturen für den Opernfilm „Salome“ (Götz Friedrich)
- 1976: Filmarchitektur für „Der Mann mit der eisenen Maske“ (Paramount, USA)
- 1977: Filmarchitektur für „Der Gefangene von Zenda“ (Wien-Film, Richard Quine, Richard Thorpe)
- 1977: Gartenskulpturen für den Film „A Little Night Music“ (Harold Prince, Herta Pischinger-Hareiter)
- 1977: Filmarchitektur für den vierteiligen Fernsehfilm „Holocaust - Die Geschichte der Familie Weiss“ (Marvin J. Chomsky, Thomas Riccabona)
- 1978: Filmbauten und Skulpturen für den Opernfilm „L’Orfeo“ (Unitel, Jean-Pierre Ponnelle, Gerhard Janda)
- 1978: Filmarchitektur für „Steiner – Das Eiserne Kreuz, 2. Teil“ (Andrew V. McLagen, Thomas Riccabona)
- 1979: Plastische Arbeiten für den Opernfilm „L’incoronazione di Poppea“ (Unitel, Jean-Pierre Ponnelle)
- 1980: Plastische Arbeiten für den Opernfilm „Il ritorno d’Ulisse in patria“ (Unitel, Jean-Pierre Ponnelle)
- 1980: Plastische Arbeiten für den Opernfilm „Hänsel und Gretel“ (Unitel. August Everding)
- 1981: Plastische Arbeiten für den Opernfilm „La Cenerentola“ (Unitel, Jean-Pierre Ponnelle, Gerhard Janda)
- 1981: Plastische Arbeiten für den Opernfilm „Elektra“ (Götz Friedrich, Gerhard Janda)
- 1982: Büsten und Masken für die mehrteilige Fernsehserie „Wagner“ mit Richard Burton (Tony Palmer)
- 1986: Häuser und Schiffe für den vierteiligen Film „Peter der Große“ (Marvin J. Chomsky, Herta Pischinger-Hareiter)
- 1986: Plastische Arbeiten für den Film „James Bond 007 - Der Hauch des Todes“ (John Glen, Thomas Riccabona, Peter Manhardt)
- 1990: Plastische Arbeiten für die sechsteilige Fernsehserie „Die Strauss-Dynastie“ (Marvin J. Chomsky, Thomas Riccabona)
- 1993: Kopien von Barockplastiken für den Film „Die drei Musketiere“ (Stephen Herek)
- 2000: Plastische Rekonstruktionen von Kokoschka-Skulpturen für den Film „Alma“ (Terra Film)
- 2002: Plastische Arbeiten für den Film „Liebe, Lügen, Leidenschaften“ (Lisa Film GmbH, Marco Serafini)
- 2005: Komplette Atelierausstattung für den Film „Klimt“ (MR-Film, Raúl Ruiz, Hannes Slapa)
- 2005: Gesamte plastische Ausstattung für den Film „Kronprinz Rudolf“ (MR-Film, Robert Dornhelm)

## Individuelle Projekte
- 1952: Altarbilder in der Klosterkirche Schwanberg
- 1955/1956: Diverse Zeichnungen und Malereien, Schwanberg
- 1959/1960: Wandmalereien im Kaller des Haus Gallowitsch und in der Josefikirche / Schwanberg
- 1961: Serie Port Lligat, Ölbilder, Schwanberg
- 1962: Serie Riemergasse – „Auflösungen“, Ölbilder, Wien
- 1963: Ausstellung großformatiger Ölbilder (Serie Impressionen), Galerie Tao, Palais Pálffy/Wien
- 1963–1966: Verschiedenste plastische Arbeiten (Torsi, Köpfe, Studien etc.), Wien
- 1967: Plastiken im Wiener Stadtpark
- 1969: Kugelplastik Das gelbe Herz für Architekturskulptur von Haus-Rucker-Co, Wien, temporär ausgestellt im 20er-Haus, Schweizergarten
- 1969/1970: Entwurf für Skulptur am Jakominiplatz / Graz
- 1978/2008: Relief Pferdekopf mit Nietzsche
- 1982: Skulpuren in der Landschaft in Schwanberg und Donnerskirchen
- 1984: Büste mit Goldmaske für Rob Krier
- 1985: Keramische vegetabile Architekturteile für das „Fischerbräu“ / Wien (Klaus Becker)
- 1985: Aktion „Ent-Grabung“ am Zirbitzkogel / Steiermark mit Reinhard P. Gruber und Anton Bammer
- 1988: Huhn-Skulptur, Hahnenkamm-Bistro, Wollzeile / Wien (Klaus Becker)
- 1992: Mozartdenkmal, Kobe, Japan; Ski-Simulator, Weltausstellung Sevilla
- 1993: Hahnenkamm für das „Hahnenkamm-Bistro“, Wollzeile / Wien (Klaus Becker)
- 1999: Werbehahn-Preis (Paolo Piva)
- 2005: Johann-Strauss-Statue, Moskau (Vladimir Bondarenko)
- 2008: Grabsteinentwürfe für Erwin Ringel Engel auf der Schaukel[7] Das wahre Antlitz ist das, was wir im Inneren sehen (Relief)
- 2011: Restaurierungen der barocken Kreuzwegfiguren am Josefiberg / Schwanberg; Entwurf für die Figur des gestürzten Christus mit Kreuz
- 2011: Duplikat des Bronzeblattes, Austria Tabak / 1010 Wien (Denkmalamt Wien)
- 2012: ORF-Sendung „Was ich glaube“ mit Beitrag von Arnold Mettnitzer: über Gero Schwanbergs Gestürtzen Engel
- 2014: Totenmaske Hans Hollein

## Ausstellungen
- 1966: Grafiken, im Schauspielhaus Graz
- 1967–1970: Teilnahme an Skulpturenausstellungen im Wiener Stadtpark, im Grazer Forum Stadtpark sowie im Park von Schloss Eggender in Graz („Österreichische Plastiken“)
- 1970: Ausstellung im Hauptraum der Wiener Secession mit dem Künstlerfreund Loys Egg (Katalog mit Textbeiträgen von Ernst Jandl)
- 1972: Teilnahme an der Ausstellung von Plastiken im Wiener Stadtpark, „In Erde versenkter Tisch mit Glasplatte“
- 1982: Ausstellung „Skulpturen in der Landschaft“ an historisch wichtigen Plätzen von Donnerskirchen, Burgenland, und Schwanberg
- 1985: Ausstellung des Styriawagens im Forum Stadtpark / Graz
- 1986: Ausstellung im Barockgarten des Palais Auersperg im Rahmen der Wiener Festwochen, Realisierung des skulpturalen Environments Der Traum des schlafenden Kentauren
- 2014 Ausstellung „Denkmal - Relief - Fragment“, Skulpturengarten der summerstage, Wien